# 藤原長作
藤原 長作（ふじわら ちょうさく、1912年〈大正元年〉12月13日 - 1998年〈平成10年〉8月25日）は昭和から平成時代にかけて活動した日本の農業技術者。岩手県和賀郡沢内村出身。中華人民共和国黒竜江省で水稲栽培技術の指導に努めた。

## 経歴
1912年〈大正元年〉12月13日生まれ、1998年〈平成10年〉8月25日、85歳没。炭焼きに従事したのち、第二次世界大戦後、岩手県和賀郡沢内村で稲作を始め、藤原式栽培法を開発する。藤原式栽培法は寒冷地での稲作に適しており、農林省が補助し朝日新聞社が1949年〈昭和24年〉から開催する米作日本一表彰事業において、1955年〈昭和30年〉と1956年〈昭和31年〉に東北ブロック増産躍進賞を受賞した。
1980年〈昭和55年〉、68歳のときに日本中国友好協会の訪中団として黒竜江省ハルビン市方正県を訪れ、方正地区日本人公墓に墓参。中国政府と中国国民の人道主義精神に感動を覚える。訪中の際に方正県と北海道の地理・気候・水資源の類似性に気付くが、当時の方正県は栽培技術が未発達であるため、水稲の単位面積あたりの収穫量は北海道よりもずっと低かった。藤原長作自身は日中戦争に派兵されていないが、戦争において日本が中国へ与えた被害を悔やみ、自らが発明した稲作技術を現地の農民へ伝授することで、中国人へ謝罪したいと考えた。1981年〈昭和56年〉4月、藤原長作は方正県人民政府の招きに応じて中国を再度訪問、方正県徳善郷で小面積の水稲栽培実験を行い、1畝あたり347.5キログラムの収穫を得た。1982年〈昭和57年〉には方正県の一部の郷鎮で大面積のモデル農業を行い、1畝あたりの平均収量は400キログラム以上に達した。その後、藤原式栽培法は中華人民共和国の北方にある13の省・直轄市・自治区で広く応用された。1988年11月、中国科学技術進歩賞の二等賞を獲得。1989年、中国科学技術委員会は藤原式栽培法を重要な普及プロジェクトに選定した。同年、中国国家外国専家局から中華人民共和国成立40 周年記念特別栄誉証書を授与された。
藤原長作は、生前、方正県へ散骨することを遺言として残していた。その遺志を実現するため、没後、中国政府は遺骨の半分を方正県の方正地区日本人公墓に埋葬し、園内に藤原長作記念碑を建立した。

## 伝記
- 及川和男『米に生きた男 日中友好水稲王 = 藤原長作』筑波書房、1993年
  - 『北の米――誰よりも米を愛した男』1995年1月29日、日本テレビ系にて放映。テレビ岩手制作。同書のドラマ化。[7]